# IMAGICAエンタテインメントメディアサービス
株式会社IMAGICAエンタテインメントメディアサービス（イマジカエンタテインメントメディアサービス、英: Imagica Entertainment Media Services, Inc.）は、主に映画・ドラマ・アニメーション作品などを対象として映像技術サービスを提供する日本のポストプロダクション。株式会社IMAGICA GROUPの完全子会社。日本音声製作者連盟正会員、日本動画協会準会員、日本ポストプロダクション協会正会員、外国映画輸入配給協会正会員。

## 沿革
- 2021年
  - 1月15日 - 株式会社IMAGICA ET（イマジカ イーティー）として会社設立。
  - 3月2日 - 株式会社IMAGICAエンタテインメントメディアサービスへ社名変更[2]。
  - 6月1日 - 株式会社IMAGICA SDI Studioを吸収合併[3]。
  - 12月13日 - 東京都品川区五反田から東京都港区海岸へ本社移転[4]。
- 2022年
  - 8月16日 - 日本国内で初のEIDRのメンバーに加入。
- 2023年
  - 4月1日 - 東宝株式会社と合弁で設立した株式会社シネマコネクトによりデジタルシネマ関連サービスの営業開始
  - 5月10日 - 荻窪アニメーションハウスを増床（澁澤荻窪ビル4F）。

## 事業・サービス

### 映像制作技術サービス
撮影データの管理、オフラインメディアの作成、デイリー作成、オフライン編集、オンライン編集、合成、CG/VFX、カラーグレーディング、MA・サウンドデザイン、ダビングなど、映像制作に関する各種技術サービス。
多くの日本映画・ドラマ・CM・ミュージックビデオ作品を手がけるカラリストやサウンドエンジニアのミキサーが所属している。

### デジタルシネマ関連サービス
映画館で上映（DLP上映）する為のDCP（デジタルシネマパッケージ）の作成や各劇場へのデリバリー、コンテンツデータセキュリティの為のKDM（Key Delivery Message）の管理に関するサービス。
同社の竹芝メディアスタジオには検定試写用の試写室がある。

### 映画フィルムの現像
映像用フィルム（8mm/16mm/35mm/ネガ/ポジ/デュープネガ/マスターポジ/インターネガ）の現像サービス。その他、映画フィルムからのデジタル化（フィルムスキャン）やデジタルデータのフィルム化（フィルムレコーディング）のサービスも行っている。

### アニメーション制作ポストプロダクション
アニメーション作品の仕上工程の編集を中心としたポストプロダクションサービス。アニメーション制作の作業環境におけるモニターのカラーマネジメントなどのサービスも行っている。

### 映像コンテンツローカライズ
インバウンド型としては海外の映像作品の日本語吹替版制作（翻訳・レコーディング・ダビング）と日本語字幕制作のサービス。アウトバウンド型としては日本語の映像作品を海外の仕向け先地域の言語にローカライズするサービスも行っている。

### 映像修復・映画フィルム修復
旧作や記録映画・映像資料などのフィルムが映写機による上映でダメージを受けたり、経年劣化によって変質してしまったものを手作業による物理的修復やデジタル化した上での修復をするサービス。その他、旧規格のVTRテープの映像を、長期保管に対応できるメディアに移し替える（複製する）マイグレーションのサービスも行っている。

### DVD/Blu-ray UHD制作・VOD配信メディア制作
パッケージメディア（UHDBD・BD・DVD）を制作する為のデータエンコード・オーサリング・プレスマスターの制作を行っている。また、スマートフォンやPCで鑑賞するVOD配信（OTT）用のファイルフォーマット変換やメタデータ作成・加工等、映像作品のコンテンツ運用のサポート業務全般も行っている。

## 事業所
- 竹芝メディアスタジオ
  - 東京都港区海岸1丁目14番2号
- 汐留サウンドスタジオ
  - 東京都中央区築地5丁目4番18号 汐留イーストサイドビル 1F
- 荻窪アニメーションハウス
  - 東京都杉並区天沼3丁目3番3号 澁澤荻窪ビル 4F、7F
- 荻窪アニメーションハウス はなれ
  - 東京都杉並区上荻1丁目15番5号 矢嶋ビル 2F
- 大阪プロダクションセンター
  - 大阪府大阪市北区同心1丁目8番14号
- 品川プロダクションセンター
  - 東京都品川区東品川3丁目13番6号

## 関連会社
- 株式会社IMAGICA Lab.
- 株式会社コスモ・スペース
- Pixelogic Media Partners, LLC
- PPC Creative Limited